# Xanthorhoe cinnabaris
Xanthorhoe cinnabaris là một loài bướm đêm trong họ Geometridae.